# Aleksandr Afanásiev
Aleksandr Nikoláyevich Afanásiev (Александр Николаевич Афанасьев; Boguchar, Vorónezh, 29 de juniojul./ 11 de julio de 1826greg.- Moscú, 11 de octubrejul./ 23 de octubre de 1871greg.) fue un destacado folclorista ruso de la época y el primero en editar volúmenes de cuentos de tradición eslava que se habían perdido a lo largo de los siglos.

## Contexto histórico
Afanásiev tuvo que realizar un duro trabajo de recopilación, ya que los cuentos eslavos, al igual que los celtas irlandeses, no se dejaron por escrito, eran exclusivamente de tradición oral. Hecho agravado por las reformas del zar Pedro I el Grande, que dejó de lado la Rusia tradicional ortodoxo-eslava para introducir en las frías estepas el código de vida europeo. Los boyardos fueron sustituidos por los duques y marqueses y el lenguaje ruso se vio reducido a las clases media-baja de la sociedad rusa, pasando la nobleza a hablar en francés.

## Biografía
Fue educado en Vorónezh y cursó estudios de derecho en la Universidad de Moscú, donde descubrió a los escritores Konstantín Kavelin y Timoféi Granovski. Su primer trabajo fue el de profesor de historia antigua, pero fue despedido por una falsa acusación de Serguéi Uvárov, ministro de Educación y escritor.
Fue entonces cuando dedicó su vida al periodismo, escribiendo sus artículos sobre los principales escritores rusos del siglo pasado, algunos nombres tan célebres como Nikolái Novikov, Denís Fonvizin y Antioj Kantemir.
En 1850, cuando Afanásiev se dedicó enteramente a su pasión de folclorista de la llamada antigua Rus, recorrió provincias enteras obteniendo relatos de todas partes de Moscovia.
Sus primeros artículos causaron gran impresión en la escuela mitológica rusa de aquella época.
Sus principales fuentes fueron los cuentos de la Sociedad Geográfica Rusa y algunas contribuciones de Vladímir Dal.
Afanásiev murió pobre, desahuciado en Rusia. Sus obras no fueron publicadas allí debido a su amistad con Herzen. Murió de tuberculosis, obligado a vender su librería personal a la edad de 45 años.

## Obra

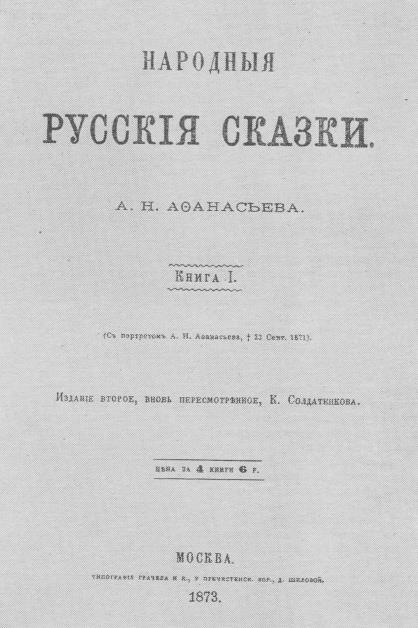
Portada de la 2ª edición de los Cuentos populares rusos.

La obra de Afanásiev consta de un total de 680 Cuentos populares rusos recogidos en ocho volúmenes que realizó de 1855 a 1863, algunos tan conocidos como Vasilisa la Hermosa, Por orden del lucio, La leyenda de Márya Morevna o El soldado y la muerte.
Sus principales artículos periodísticos mitológicos fueron "Los brujos y las brujas", "Exorcismo eslavo" (Sortilegio eslavo) y "Leyendas paganas acerca de la isla Buyán".
Realizó importantes estudios como historiador e investigador literario como el El abuelo Domovói (1850), Concepciones poéticas de los eslavos sobre la naturaleza, su trabajo fundamental en 3 volúmenes que realizó de 1865 a 1869, e Historia de los cosacos (1871)[cita requerida].
Fue miembro de la Sociedad Geográfica Rusa desde 1852. Esta organización fue la impulsora de la publicación de sus volúmenes de cuentos.

## Significado
Antes de las obras de Afanásiev en la década de 1850, sólo se habían hecho algunos intentos para registrar o estudiar las creencias populares de la Rusia campesina. Aunque escritos eslavos de la Iglesia había existido desde el siglo X, fue utilizado casi exclusivamente por la iglesia y sólo para obras escritas parroquiales. No fue hasta los siglos XVIII y XIX que un considerable cuerpo de literatura secular se desarrolló en ruso vernáculo. Así, las colecciones de Afanásiev contribuyeron de manera muy valiosa a la difusión y legitimación de la cultura y la creencia popular rusa. La influencia de estos cuentos populares se puede ver en las obras de muchos escritores y compositores, en particular Nikolái Rimski-Kórsakov (Sadkó, La doncella de nieve) e Ígor Stravinski (El pájaro de fuego, Petrushka, e Historia del soldado).

## Traducciones al español
- Afanásiev. Cuentos populares rusos .— 2. ed. . — Buenos Aires : Espasa-Calpe, 1948 . — 163 p.
- A.N.A. Afanásiev (3 volúmenes) (C) Ed. castellana Ediciones Generales Anaya, S.A., Madrid, 1983.
- Afanásiev, A.N.: Cuentos populares rusos. Madrid, Anaya, 1988, 3 vols. Traducción: Isabel Vicente.
- Afanásiev, A.N.: Cuentos prohibidos rusos. Madrid, Alborada, 	1991. Traducción: Mar García y J. Garrote.
- Alexandr N. Afanásiev: Leyendas populares rusas. Madrid, Páginas de Espuma, 2007, 282 p. Traducción: Eugenia Bulátova, Elisa de Beaumont y Liudmila Rabdanó.
- Afanásiev, Aleksandr: El pájaro de fuego y otros cuentos rusos. Barcelona, Libros del Zorro Rojo, 2020. Traducción: Joaquín Fernández-Valdés.